# Associação Brasileira de Gays, Lésbicas, Bissexuais, Travestis e Transexuais
Brazilská asociace gayů, leseb, bisexuálů, transvestititů a transsexuálů (Associação Brasileira de Gays, Lésbicas, Bissexuais, Travestis e Transexuais, také známá jako ABGLT) je brazilská národní internetová síť vytvořená 203 členskými skupinami, v nichž je zahrnuto 141 LGBT spolků a 62 "spolupracujících" organizací na podporu lidských práv a boje proti AIDS. Asociace má post konzultanta v rámci Ekonomické a sociální rady OSN.
Byla založena k 31. lednu 1995.
ABGLBT je považována za největší LGBT internetovou síť v Latinské Americe.[zdroj⁠?!]